# Zwarte rook
Zwarte rook (Engels: black smoke) is een fictief wapen uit H.G. Wells' sciencefictionroman The War of the Worlds.

## Boek
In het verhaal is de zwarte rook het tweede wapen van de Martianen naast hun hittestraal. De zwarte rook is een vorm van een chemisch wapen dat wordt losgelaten uit een tubeachtige lanceerbuis gedragen door een driepoot. Ook wordt aangenomen (maar in het boek niet bevestigd) dat de flying-machines de rook kunnen verspreiden.
In het boek wordt de zwarte rook voor het eerst volop gebruikt op dag drie van de invasie, tijdens de aanval op Londen.
De zwarte rook is een gifgas dat grote groepen mensen tegelijk kan uitschakelen, voornamelijk militairen. Ieder mens dat de rook inademt sterft vrijwel onmiddellijk. De rook verdwijnt echter als het in contact komt met water. Nadat de rook zijn werk heeft gedaan ruimen de Martianen het op met stoom, waardoor enkel een zwart poeder overblijft. De Martianen gebruiken de rook vooral bij het aanvallen van grote steden, zodat ze niet onnodig gebouwen hoeven te vernielen.
In zijn boek beschrijft Wells niet hoe de rook precies werkt. Hij meldt alleen dat de rook zich bindt met argon wat een fatale chemische reactie veroorzaakt binnenin een mens die ermee in contact komt.

## In andere bewerkingen
Orson Welles' radiohoorspel maakte gebruik van de zwarte rook. Hij meldde zelfs dat het gif sterk genoeg was om gasmaskers nutteloos te maken, net als modern zenuwgas.
De enige film waarin de zwarte rook voorkwam was de Pendragon-film. In deze film wordt de zwarte rook losgelaten vanuit het uiteinde van een tentakel van een driepoot, waarna de rook zich als een nevel verspreidt. De aliens gebruiken de rook maar tweemaal in de film, en de precieze werking wordt niet vermeld.
De zwarte rook werd even kort genoemd in Jeff Wayne's Musical Version of The War of the Worlds. Eerst wanneer een driepoot de rook gebruikt in een eerste poging de Thunder Child uit te schakelen, en later wanneer de verteller vastzit in een verlaten huis.
In het computerspel Jeff Wayne's The War of the Worlds komen aan de kant van de Martianen drie machines voor die de zwarte rook als wapen kunnen gebruiken: de Fighting Machine (tweede en derde versie), de Bombarding Machine en de Tempest. Alle drie kunnen ze een cilinder afvuren die tijdelijk een zwarte rookwolk veroorzaakt. Deze rook brengt grote schade toe aan menselijke eenheden die erdoorheen rijden. De rook blijft maar korte tijd hangen.
In de Asylum-film gebruikten de aliens wel een dodelijk gas, maar dit was groen van kleur en bleef laag bij de grond hangen.
De zwarte rook komt niet voor in Steven Spielbergs film War of the Worlds maar stond in eerdere versies van het script nog wel gepland.
In het graphic novel H.G. Wells' The War of the World van Ian Edginton and D'Israeli (2006) wordt de zwarte rook verbeeld als een wapen dat veel slachtoffers maakt in het centrum van Londen.

## Achtergrond
Hoewel de rook een belangrijke plotwending is in Wells' boek, is het nog altijd onduidelijk hoe de zwarte rook zou kunnen bestaan en zich gedragen zoals in het boek vermeld. Argon is een zeer stabiel gas, dat zich alleen in extreme situaties bindt met andere elementen.